# Lingua Ignota
Ne doit pas être confondu avec Lingua Ignota (musicienne).
La Lingua Ignota (en latin « langue inconnue ») est une langue construite conçue et décrite au XIIe siècle par l'abbesse de Rupertsberg, Hildegarde de Bingen, une sainte de l'Église catholique romaine, dans un ouvrage intitulé Lingua Ignota per simplicem hominem Hildegardem prolata.
La langue s'écrit avec 23 caractères, les litterae ignotae, et était apparemment utilisée pour une mystique particulière.
Hildegarde de Bingen décrit partiellement cette langue dans un ouvrage intitulé Lingua Ignota per simplicem hominem Hildegardem prolata, qui nous est parvenu en deux manuscrits datant tous deux approximativement de 1200, le Wiesbaden Codex et un manuscrit de Berlin. Le texte est un glossaire de 1 011 mots en Lingua Ignota, dont la plupart des gloses sont en latin, parfois en allemand. Les mots apparaissent a priori comme des néologismes, souvent nommés par plusieurs adjectifs. Grammaticalement, la Lingua Ignota semble une relexification partielle du latin, ce qui en ferait une langue construite en intégrant un nouveau vocabulaire à une grammaire existante.
L'usage de la langue nous est inconnu. Nous ignorons également si d'autres que sa créatrice l'utilisaient. Au XIXe siècle, certains pensaient que Hildegarde souhaitait faire de la Lingua Ignota une idéolangue universelle. Il est cependant aujourd'hui généralement admis que la Lingua Ignota fut mise au point comme un langage secret. Tout comme pour sa « musique inentendue », elle a pu lui venir par inspiration divine[réf. nécessaire]. À supposer que la langue ait été créée par Hildegarde de Bingen, il s'agirait alors d'une des plus anciennes langues construites connues.
Dans une lettre adressée à Hildegarde, son ami le prévôt Wolmarus, appréhendant la mort d'Hildegarde, lui demanda « Ubi tunc vox inauditae melodiae ? Et vox inauditae linguae ? » (Descemet, p. 346, « Où donc est la voix de la mélodie inentendue ? Et la voix du langage inentendu ? » ), suggérant que l'existence du langage d'Hildegarde était connue, mais il n'y eut aucune initiative qui pût permettre à sa langue d'être préservée après sa mort.

## Texte de référence
Voici le seul texte utilisant quelques mots de cette langue qui nous soit parvenu, un des chants composés par l'abbesse :
- O orzchis Ecclesia, armis divinis praecincta, et hyacinto ornata, tu es caldemia stigmatum loifolum et urbs scienciarum. O, o tu es etiam crizanta in alto sono, et es chorzta gemma.

Ces deux phrases sont la plupart du temps écrites en latin avec cinq mots clés en Lingua Ignota. Comme un seul de ces mots a été trouvé sans ambiguïté dans le glossaire ( loifol, « personnes, gens » ), il est clair que la langue contenait plus que 1 011 mots.[pas clair]
- Ô orzchis Église,/ guidée par des bras divins,/ et ornée de d'hyacinthe,/ tu es la caldemia des plaies du loifol/ et la cité des connaissances./ Ô, ô, tu es crizanta, parmi les sons élevés,/ et tu es une gemme chorzta.

loifol (« personnes ») est apparemment dérivé du latin, donnant loifol-um, en complaisance avec stigmatum, le pluriel génitif de stigma.
Newman (1987), propose une traduction :
- Ô incommensurable Église,/ guidée par des bras divins,/et ornée de hyacinthe,/ tu es le parfum des plaies du peuple/ et la cité des connaissances./ Ô, ô, tu es ointe, parmi les sons élevés,/ et tu es une gemme éclatante.

## Le glossaire
Le glossaire est rédigé dans un ordre hiérarchique, donnant d'abord les termes désignant Dieu et les anges, suivis par les mots associés aux êtres humains, et aux relations familiales, les parties du corps, les maladies, les rangs religieux ou mondains, les artisans, les jours, les mois, les vêtements, les outils domestiques, les plantes, et quelques oiseaux ou insectes. Les termes pour les mammifères sont absents (excepté pour la chauve-souris, l'Ualueria, classée parmi les oiseaux, et le griffon, l'Argumzio, un semi-mammifère, également recensé avec les oiseaux).
Les 30 premières entrées sont (d'après Roth 1880) :
- Aigonz : deus (Dieu)
- Aieganz : angelus (ange)
- Zuuenz : sanctus (saint)
- Liuionz : salvator (sauveur)
- Diueliz : diabolus (diable)
- Ispariz : spiritus (esprit)
- Inimois : homo (être humain)
- Jur : vir (homme)
- Vanix : femina (femme)
- Peuearrez : patriarcha (patriarche)
- Korzinthio : propheta (prophète)
- Falschin : vates (poète, devin)
- Sonziz : apostolus (apôtre)
- Linschiol : martir (martyr)
- Zanziuer : confessor (confesseur)
- Vrizoil : virgo (vierge)
- Jugiza : vidua (veuve)
- Pangizo : penitens (pénitence)
- Kulzphazur : attavus (arrière-arrière-arrière-grand-père)
- Phazur : avus (grand-père)
- Peueriz : pater (père)
- Maiz : maler (sic, pour matrice, mère)
- Hilzpeueriz : nutricus (beau-père)
- Nilzmaiz : noverca (belle-mère)
- Scirizin : filius (fils)
- Hilzscifriz : privignus (beau-fils)
- Limzkil : infans (enfant)
- Zains : puer (garçon)
- Zunzial : iuvenis (jeunesse)
- Bischiniz : adolescens (adolescent, adolescence).

La composition nominale peut être observée dans peueriz « père » : hilz-peueriz « beau-père, » maiz « mère » : nilz-maiz « belle-mère » et scirizin « fils » : hilz-scifriz « beau-fils, » ainsi qu'avec phazur : kulz-phazur. Dérivation suffixale dans peueriz « père », peuearrez « patriarche ».